# Illeville-sur-Montfort

Illeville-sur-Montfort este o comună în departamentul Eure, Franța. În 1 ianuarie 2022 avea o populație de 857 de locuitori.